# Symplocos flavescens
Symplocos flavescens är en tvåhjärtbladig växtart som beskrevs av August Brand. Symplocos flavescens ingår i släktet Symplocos och familjen Symplocaceae. Utöver nominatformen finns också underarten S. f. pseudonitida.